# Guinejská vysočina
Guinejská vysočina, dříve též Súdánská vysočina, je hustě zalesněná hornatá náhorní plošina táhnoucí se od centrální Guineje přes severní Sierru Leone a Libérii až po západní Pobřeží slonoviny. 

## Popis
Vysočina zahrnuje řadu hor, pohoří a náhorních plošin, včetně Futa Džalon ve střední Guineji, pohoří Loma v Sieře Leone, masivů Simandou a Kourandou na jihovýchodě Guineje, pohoří Nimba na hranicích Guineje, Libérie a Pobřeží slonoviny a Monts du Toura na západě Pobřeží slonoviny.

## Vrcholy
- Mount Bintumani (Loma Mansa), Sierra Leone, 1945 m
- Sankan Biriwa, Sierra Leone, 1850 m
- Mount Richard-Molard, též známá jako Mount Nimba, Pobřeží slonoviny a Guinea, 1752 m
- Grand Rochers, Guinea, 1694 m
- Mont Sempéré, Guinea, 1682 m
- Mont Tô, Guinea, 1675 m
- Mont Piérré Richaud, Guinea, 1670 m
- Pic de Fon, Guinea, 1658 m
- Mont LeClerc, Guinea, 1577 m
- Pic de Tibé, Guinea, 1504 m
- Mount Wuteve, Libérie, 1420 m
- Pic de Tétini, Guinea 1257 m
- Kourandou Massif, Guinea, 1236 m
- Béro Massif, Guinea, 1210 m

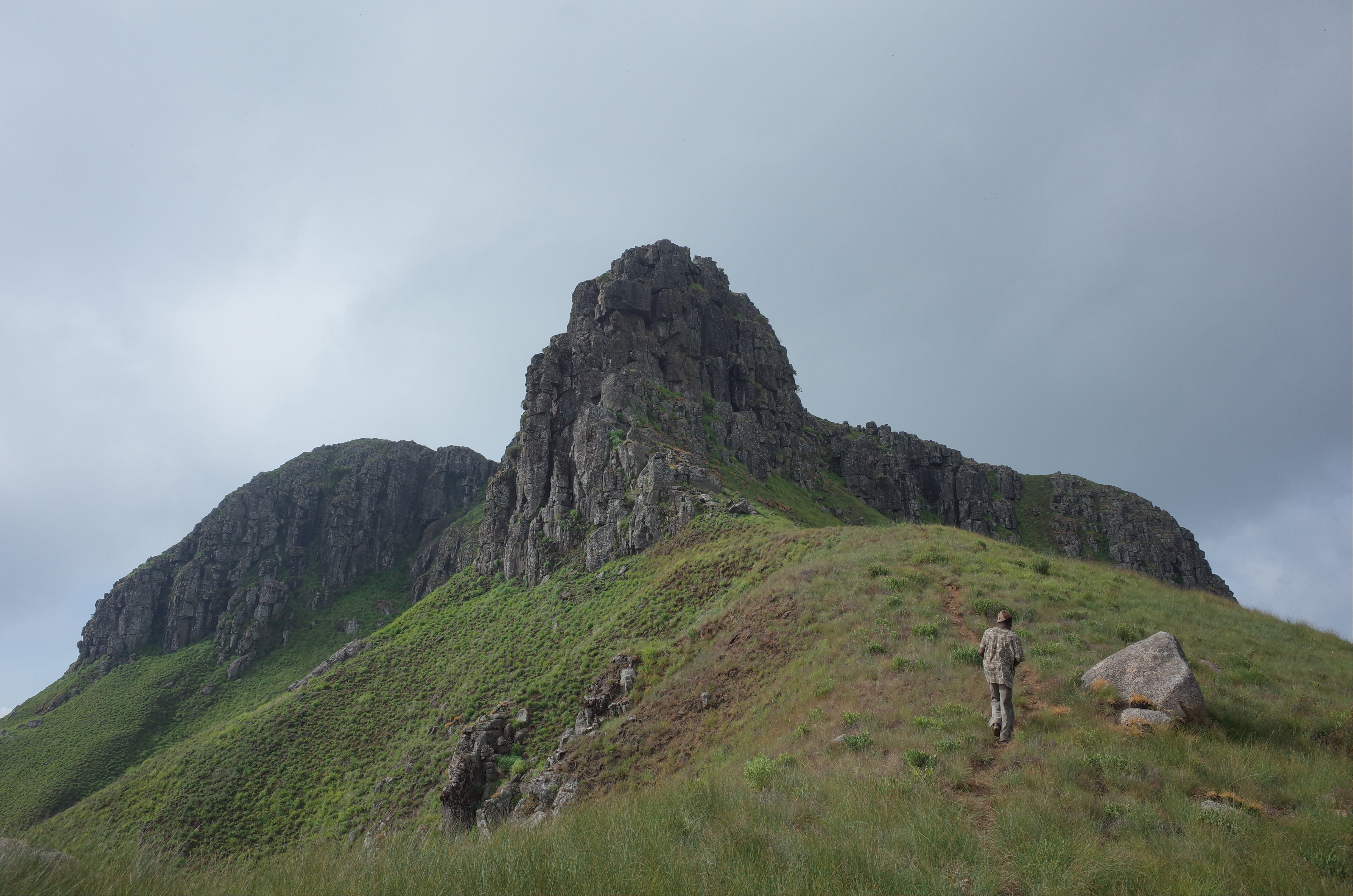
Mount Bintumani (1945 m)
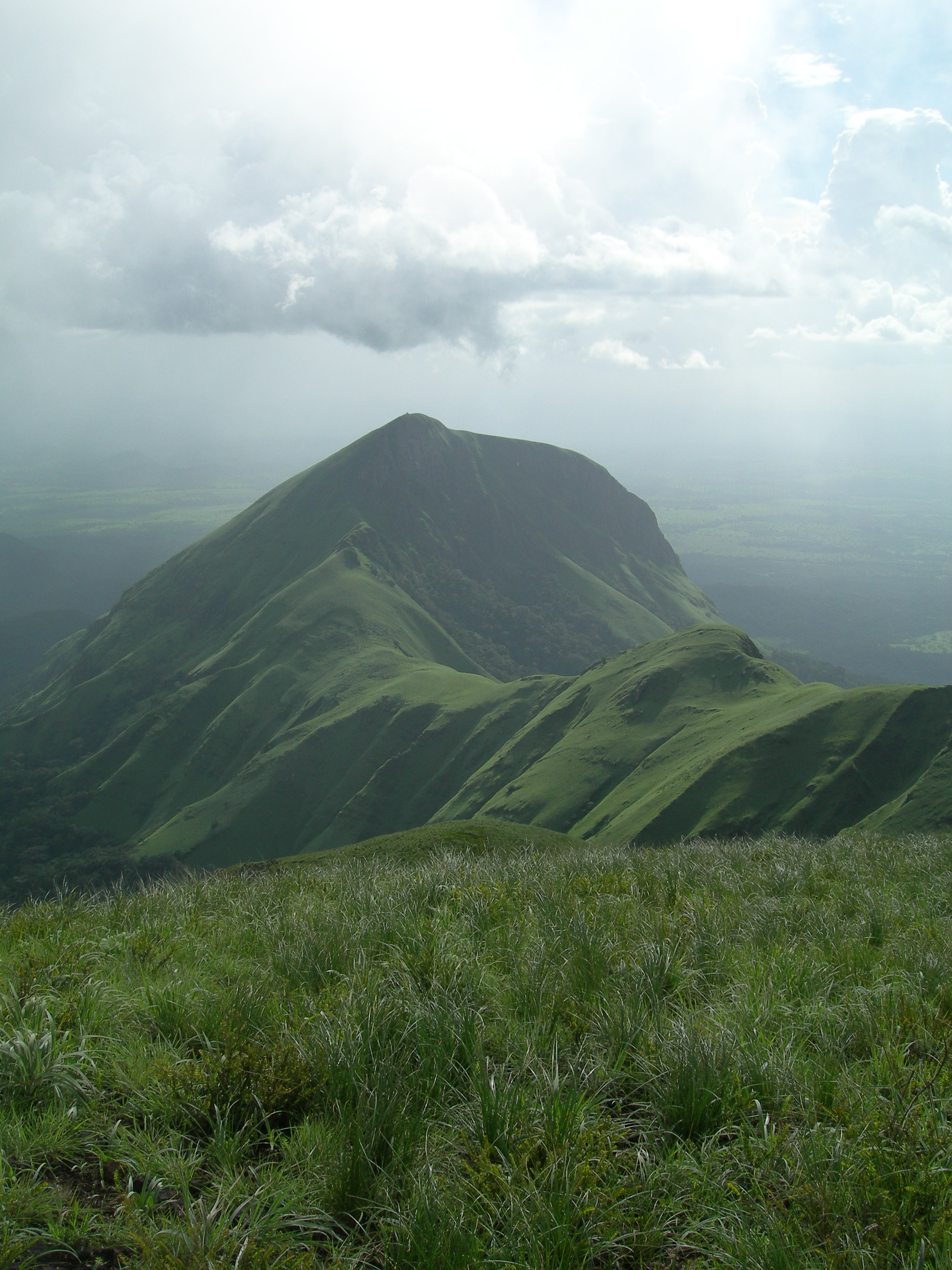
Mount Nimba (1752 m) je známá jako Mount Richard-Molard